# Schwestern des Regulierten Dritten Ordens von Unserer Lieben Frau vom Berge Karmel
Die Schwestern des Regulierten Dritten Ordens von Unserer Lieben Frau vom Berge Karmel
sind eine römisch-katholische Ordensgemeinschaft, die dem Karmelitenorden angehört. In Luxemburg kennt man sie als die Zitha-Schwestern.
Der Domkapitular Nikolaus Wies aus Luxemburg gründete im 19. Jahrhundert einen „Verein für christliche Dienstmädchen“ und stellte ihn unter den Schutz der hl. Zita.
Als Mitarbeiterin gewann er Anna Bové (Ordensname Mutter Maria Paula vom heiligsten Sakrament), die trotz ihrer Neigung zum Ordensleben wegen ihrer schwachen Gesundheit nicht in den Karmel eintreten konnte. Seit 1873 gingen sie und ihre Mitschwestern in Ordenstracht, doch wurde die Gemeinschaft erst 1886 offiziell an den unbeschuhten Karmel aggregiert. Ihr Mutterhaus liegt in Luxemburg in der Nähe des Bahnhofs.
Die Gemeinschaft ist apostolisch tätig, sie hat sich anfangs vor allem der alleinstehenden Dienstmädchen in der Stadt Luxemburg angenommen. Schon bald wurden Filialen in Petingen, Enscheringen, Junglinster und Bettborn gegründet. Später kamen weitere Niederlassungen in Luxemburg, Belgien, Deutschland und Frankreich hinzu. Der Orden führte Kindergärten, Altersheime, Müttererholungsheime und Haushaltungsschulen. 
Durch den Lazarettdienst der Schwestern im Ersten Weltkrieg kam es zu einer Ausweitung der Aufgabengebiete, die Gemeinschaft gründete nun auch Krankenhäuser, unter anderem in St. Goar.
Während der Herrschaft des Nationalsozialismus starb der geistliche Direktor Msgr. Origer in Dachau. Das Kloster wurde 1941 aufgehoben, aber sofort nach Kriegsende wieder begründet und 1955 zur päpstlichen Kongregation erhoben.
1959 wurde die erste Missionsstation in Malawi gegründet.
Nach und nach wurden die meisten Niederlassungen im europäischen Ausland geschlossen. Heute bestehen nur noch Niederlassungen in Luxemburg. Auch viele Tätigkeitsbereiche verschwanden mit der Zeit. Nachdem 2014 auch die Klinik in der Stadt Luxemburg aufgegeben wurde, führt die Kongregation zurzeit nur noch 4 Altersheime im Großherzogtum.
In Malawi kommen hingegen immer noch neue Projekte hinzu. Dort fördert heute die 1994 gegründete Fondation Ste Zithe das St. Gabriel’s Hospital und eine Gesundheitsstation in Ganya.